# Monastère des Bernardins d'Houssiatyn
Pour les articles homonymes, voir Bernardin.
Le monastère des Bernardins d'Houssiatyn est un monastère de Bernardins du XVIIe siècle, associé à l'église Saint-Antoine à Houssiatyn en Ukraine.

## Le monastère
Bâti sur une fondation de Valentin Kalinovski en 1610, les travaux dureront plus de quinze années. Le monastère fut détruit par les invasions turques, tatares et cosaques au XVIIe siècle. Les bernardins ne firent leur retour qu'en 1690, après trente années d'abandon, par la donation de Adam Mikołaj Sieniawski. Le monastère fut liquidé par décret de Joseph II.

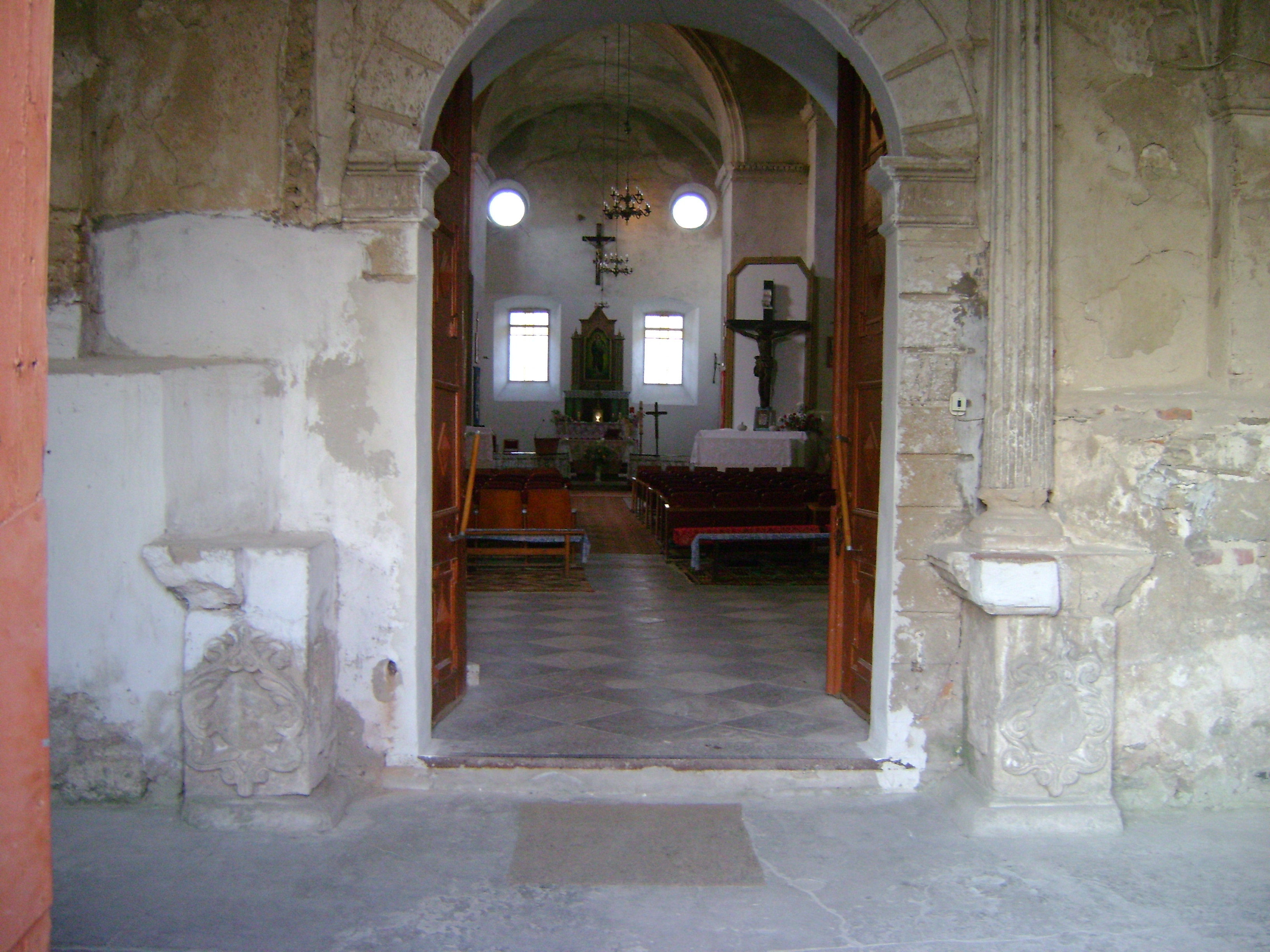
Nef,
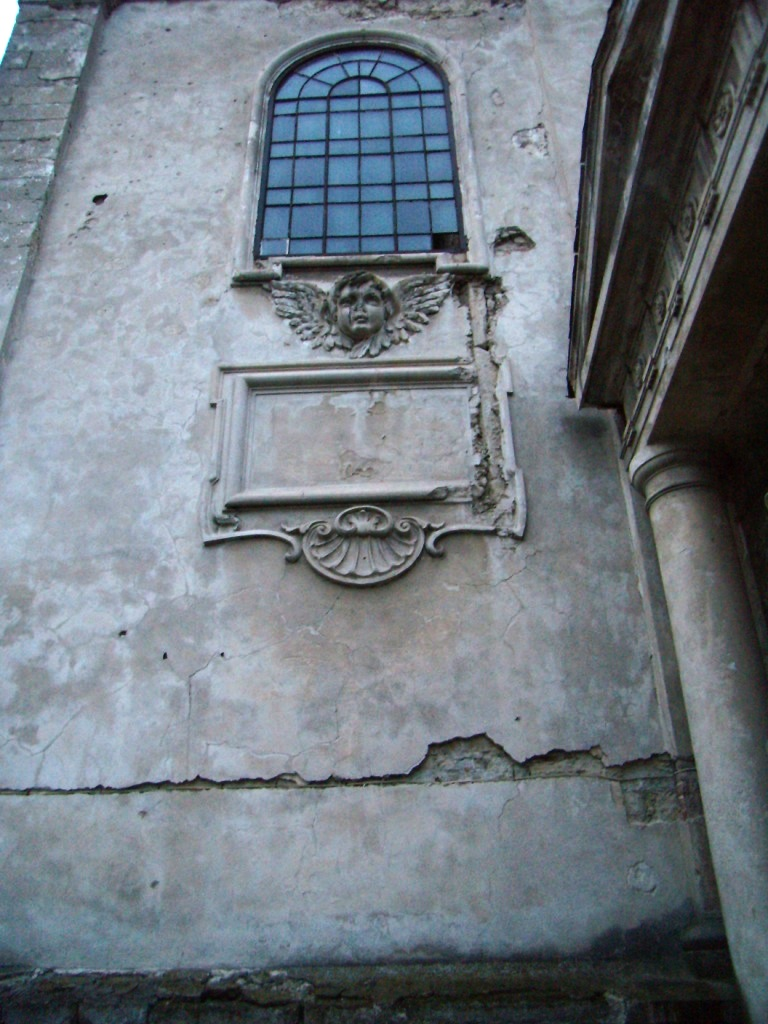
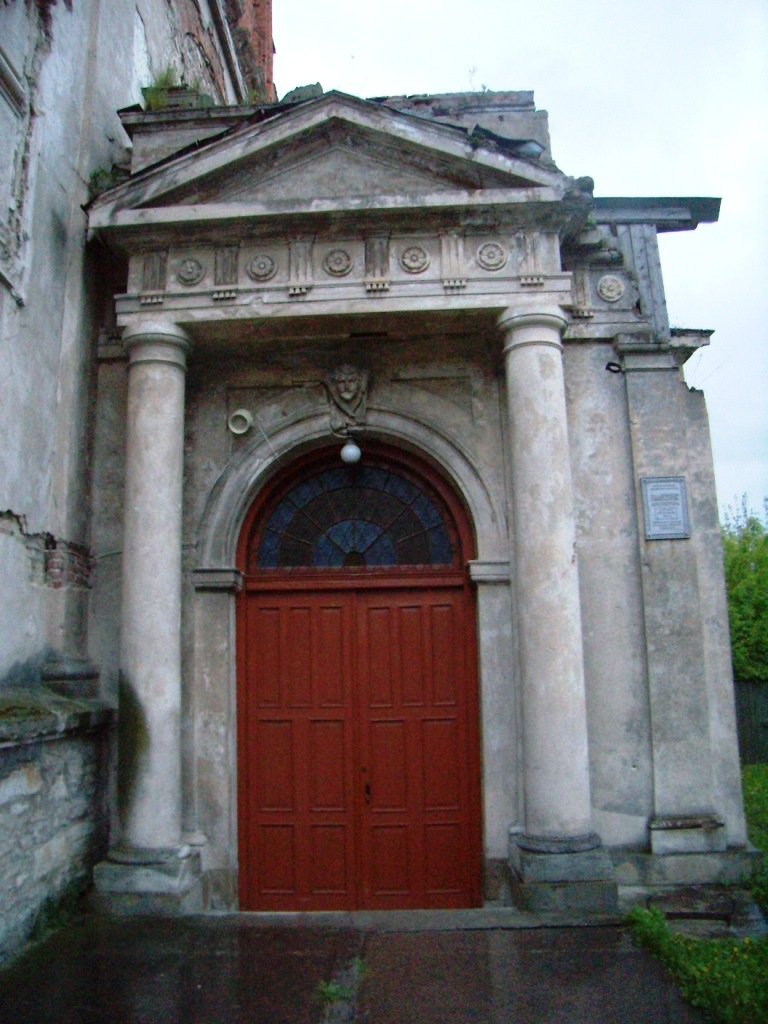
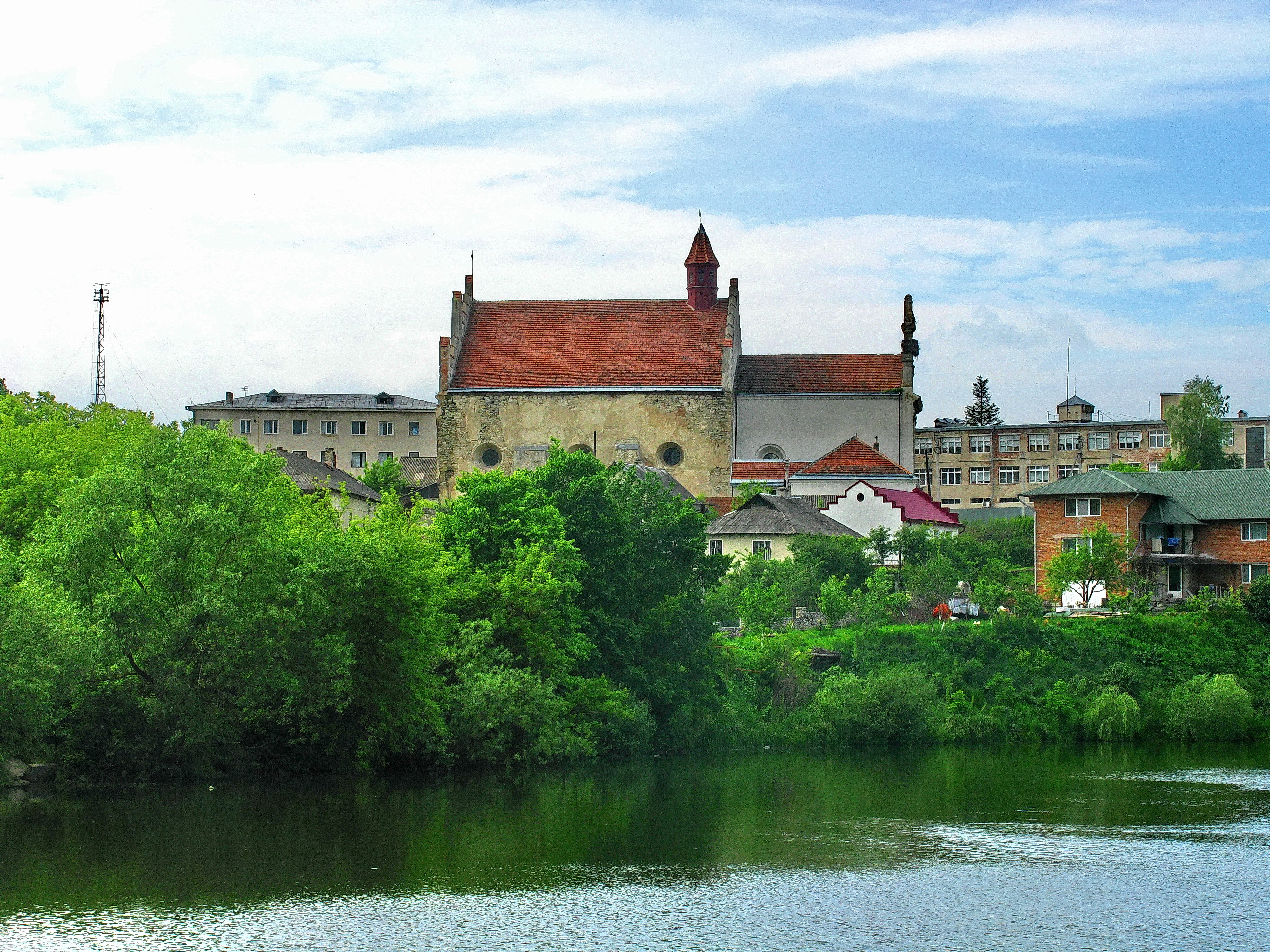
dans son contexte.

## L'église
Une première église en bois fut fondée par le seigneur de la ville : Valentin Kalinovski et celle en pierre, par son fils l'etman Pierre Kalinosky. Depuis 1992 l'église est rendu au culte de l'église catholique ukrainienne.